# Théodore Nouwens
Théodore Nouwens (17 de febrer de 1908 - 21 de desembre de 1974) fou un futbolista belga.

## Selecció de Bèlgica
Va formar part de l'equip belga a la Copa del Món de 1930.